# Mâconnais (fromage)
Pour les articles homonymes, voir Mâconnais (homonymie).
Le mâconnais est un fromage français fabriqué en Saône et Loire. Il s'agit d'un fromage au lait de chêvre cru, tirant son nom de la région du Mâconnais entourant Mâcon. Il est protégé à l'échelle européenne par une appellation d'origine protégée depuis 2010. 

## Description
C'est un petit fromage de chèvre se présentant sous la forme d’un crottin de 30 à 40 grammes. Il est aussi connu sous la dénomination de Cabrion ou Chèvreton du Mâconnais et sous le nom de marque de Bouton de Culotte. 
Sa meilleure période de consommation s'étend de mai à septembre.

## Production
|                                    | 2006 | 2014 | 2015 | 2016 |
| ---------------------------------- | ---- | ---- | ---- | ---- |
| Tonnage total commercialisé en AOC | 15   | 63   | 75   | 85   |
| Dont production fermière           | nd   | 10   | 11   | 6    |